# Нічна подія
«Нічна подія» (рос. «Ночное происшествие») — радянський художній фільм 1980 року, знятий на Кіностудії ім. М. Горького.

## Сюжет
В одному з московських провулків, вночі, хлопець з дівчиною знаходять постраждалу жінку з травмою голови та відвозять її до відділку міліції. Галина Семенівна Укладова (Галина Польських), що їхала з Магадана на курорт, стверджує, що на неї скоїв розбійний напад таксист і відняв велику суму грошей і документи. Таксиста Степана Воронова (Олексій Жарков), який вже відбував термін за хуліганство, вдалося затримати. Укладова на очній ставці пізнає в ньому нападника. Все свідчить про вину Воронова. Однак досвідчений слідчий Сергій Мітін (Петро Вельямінов) відчуває, що за рутинним побутовим злочином криється щось більше. Згодом з'ясовується, що Укладова — насправді досвідчена злочинниця-рецидивістка Лідія Василівна Плетньова, що вкрала з будівництва під Іркутськом 35 тисяч рублів. Вона розіграла «розбійний напад» для того, щоб отримати нові документи та змінити ім'я. Сцени в парку і відділенні міліції звідки вивозять Воронова зняті в місті Домодєдово Московської області.

## У ролях
- Петро Вельямінов —  майор міліції Сергій Петрович Митін, слідчий
- Галина Польських —  Лідія Василівна Плетньова, вона ж Галина Семенівна Укладова, Валентина Миколаївна Худякова, Позднякова, Кузяєва, злочинниця-рецидивістка
- Олексій Жарков —  Степан Опанасович Воронов, таксист
- Юрій Каюров —  Микола Андрійович Владикін, слідчий, начальник слідчої відділу
- Борис Сморчков —  Олексій Бабін, співробітник міліції
- Валентина Грушина —  Тетяна Якимівна Сиротіна, медсестра в піонертаборі, наречена Воронова
- Наталія Назарова —  Зінаїда Павлівна Сімукова, співмешканка Воронова із Зюзіно
- Тетяна Пельтцер —  Олександра Олексіївна, сусідка Воронова
- Юрій Волинцев — Семен Опанасович Астахов, таксист, напарник Воронова
- Андрій Юдін —  епізод
- Андрій Ніколаєв —  Костя, студент, хлопець, який знайшов Укладова-Плетньова в провулку
- Микола Горлов —  двірник
- Дар'я Михайлова —  дівчина Кості, студентка, яка знайшла Укладова-Плетньова в провулку
- Микола Парфьонов —  начальник колони таксопарку
- Манефа Соболевська —  сусідка Сиротіної, епізод
- Георгій Тусузов — понятий
- Юрій Чернов — піжон в «Москвичі», який постраждав у Зеленодольську
- Віктор Шульгін —  полковник міліції, начальник управління
- Катерина Вороніна —  справжня Галина Семенівна Укладова
- Леонід Ворон —  оперативник, працівник держбезпеки
- Надія Самсонова —  хвора в клініці
- Любов Соколова —  кухарка в піонерському таборі
- Валентин Брилєєв —  Поздняков, черговий лейтенант у відділенні міліції

## Знімальна група
- Режисер: Веніамін Дорман
- Сценарист: Владлен Бахнов
- Оператор: Вадим Корнільєв
- Композитор: Олексій Рибников
- Художник: Марк Горелик
- Диригент: Сергій Скрипка